# サピエン酸
サピエン酸（サピエンさん、英語: sapienic acid）とは、cis-6-ヘキサデセン酸の事である。脂肪酸の数値表現では、16:1(n-10)または16:1(Δ6)と表記される。サピエン酸は、ヒトの皮脂を構成する主要な脂肪酸である。なお、サピエン酸より炭素鎖の長さが2つ多いセバレイン酸（sebaleic acid）も、ヒトの皮脂中に含まれる。

## 生理作用
サピエン酸は、毛の生えている動物の中では、ホモサピエンス、すなわちヒトに特有な脂肪酸と考えられた事が、その名称の起源である。ヒトの皮膚表面において、サピエン酸は一定の抗菌作用を持つ可能性が指摘されている。
ヒトの皮脂腺においては、パルミチン酸のΔ6デサチュラーゼによる不飽和化によって、サピエン酸が合成される。他の組織においてはリノール酸もΔ6デサチュラーゼの基質だが、脂腺細胞内でリノール酸は分解されてしまうため、パルミチン酸がこの酵素により不飽和化されてサピエン酸が生成する。
一方で、サピエン酸はニキビの発生にも関与している。

## マウス
参考までに、マウスの皮脂において、サピエン酸に相当する脂肪酸は、パルミトレイン酸である。